# Thermarces
Thermarces – rodzaj ryb z rodziny węgorzycowatych (Zoarcidae).

## Klasyfikacja
Gatunki zaliczane do tego rodzaju:
- Thermarces andersoni
- Thermarces cerberus
- Thermarces pelophilum